# David Gomès
Pour les articles homonymes, voir Gomès.
David Gomès (1890-1955) est un écrivain français.

## Biographie
David Gomès naît en 1890 à Nîmes dans une famille israélite liée à Armand Lunel.
Devenu avocat au barreau de Nîmes, il fait ensuite l'acquisition de la librairie Teissier, puis devient antiquaire.
Durant la Seconde Guerre mondiale, il est caché à Villefranche-de-Rouergue puis Sisteron pour échapper aux persécutions de Vichy. Il meurt en 1955.

## Œuvre
Son œuvre romanesque commence avec Bilans (1939), un récit autobiographique, suivi de Rue de Bernis en 1942. Il publie en parallèle Nîmes, vingt siècles d'histoire (1941) et Feux intérieurs, respectivement sous les pseudonymes « Jean Gomès » et « Jean Vieilleville ».
En 1946, il publie coup sur coup Poste restante et Oui, à la majorité. Dans Village à vendre (1947), il brosse à nouveau son autoportrait, en artiste velléitaire retiré en solitaire dans un « village bas-alpin ». Il publie enfin Souvenir, que me veux-tu ?, deux ans avant sa mort.

## Ouvrages
- Bilans, Nîmes, La Maison Carrée, 1941 (BNF 32179113).
- Nîmes, vingt siècles d'histoire, Nîmes, La Maison Carrée, 1941 (BNF 34201038).
- Rue de Bernis, Avignon, Édouard Aubanel, 1942 (BNF 32179115).
- Feux intérieurs, Paris, Julliard, 1943 (BNF 32179125).
- Oui, à la majorité, Paris, Julliard, 1946 (BNF 32179126).
- Poste restante, Paris, Julliard, coll. « Romanesques », 1946 (BNF 32179114).
- Village à vendre, Paris, Julliard, coll. « Romanesques », 1947 (BNF 32179117).
- Souvenir, que me veux-tu ?, Paris, Julliard, 1953 (BNF 32179116).